# 寺河山
寺河山，是位于中华人民共和国河南省三门峡市灵宝市寺河乡的一处高山山脉，以生产优质苹果著称。
1956年，灵宝县焦村镇的苹果引入寺河山山顶种植。由此建立的國營農場——灵宝市园艺场被称为“亚洲第一高山果园”。1990年代，当地的苹果种植业成为河南省农业的“一面红旗”。2016年，当地政府在此地打造了灵宝寺河山苹果主题公园，把苹果产业与旅游业结合起来。经过人民网等主流媒体宣传后，取得了不错的经济效益。

## 寺河山苹果
灵宝是亚洲最佳苹果适生区，而寺河山是灵宝的苹果之乡。2019年，河南省旅游协会、三门峡市文化广电旅游局和灵宝市人民政府在寺河山共同举办了以“花开金城果乡之约”为主题的第二届中国苹果花节，增加了以寺河山苹果为代表的灵宝苹果的知名度和影响力。当地官员也亲自为寺河山苹果做宣传。